# Sojasun
La Sojasun (codice UCI: SOJ), nota in precedenza come Besson Chaussures e Saur, era una squadra ciclistica maschile di ciclismo su strada francese attiva dal 2009 al 2013. Aveva licenza da UCI Professional Continental Team, che le consentiva di partecipare alle gare dei Circuiti continentali UCI. Grazie alle wild-card assegnate dalla UCI, aveva la possibilità di partecipare anche ad alcuni eventi dell'UCI World Tour.
Sojasun è un'azienda che vende prodotti alimentari a base di soia; Besson Chaussures, main sponsor nella stagione 2009, è invece un'azienda produttrice di calzature, mentre Saur, primo sponsor dal 2010 al 2012, è un consorzio di aziende che offrono diversi servizi quali gestione delle risorse energetiche e smaltimento rifiuti.

## Storia
Nel 2008 Stéphane Heulot, allora manager della squadra dilettantistica Super Sport 35-AC Noyal-Châtillon, annunciò di voler creare una nuova squadra professionistica per la stagione 2009. Il progetto di Heulot venne appoggiato dal gruppo Vivarte tramite un suo sottomarchio, Besson Chaussures, che aveva già sponsorizzato una squadra professionistica nelle stagioni 1999 e 2000. La nuova squadra fu inserita dalla UCI nella categoria Continental.
La rosa originale della squadra comprendeva tredici corridori, tra i quali il velocista Jimmy Casper che portò alla squadra le sue prime vittorie aggiudicandosi le prime due tappe e la classifica a punti dell'Étoile de Bessèges. Nella stagione 2009 la Besson Chaussures totalizzò in totale venticinque successi, di cui dieci di Casper e sette di Jimmy Engoulvent.
Nel 2010 lo sponsor Besson Chaussures lasciò la formazione, venendo sostituito da Saur come main sponsor. La squadra fu promossa nella categoria Professional Continental, il che le diede la possibilità di partecipare su invito agli eventi del ProTour; Heulot e i suoi collaboratori allargarono peraltro la rosa a diciannove elementi. La stagione vide la formazione francese mancare l'invito al Tour de France – con annesse polemiche nei confronti del BMC Racing Team – ma conquistare ventisei successi prevalentemente in Francia con qualche vittoria all'estero, tra cui una tappa del Tour of Oman vinta da Casper.
A seguito dei buoni risultati del 2010, nel gennaio 2011 la Saur-Sojasun ricevette dalla ASO  una delle quattro wild-card per partecipare al Tour de France, in programma in luglio; la formazione di Heulot ottenne così, alla terza stagione tra i professionisti, la possibilità di esordire in un Grande Giro.

## Cronistoria

### Annuario
| Anno | Codice | Nome                      | Cat. | Biciclette | Dirigenza |
| ---- | ------ | ------------------------- | ---- | ---------- | --- |
| 2009 | BCS    | Besson Chaussures-Sojasun | CT   | Time       | Manager: Stéphane Heulot Dir. sportivi: Nicolas Guillé                                                          |
| 2010 | SAU    | Saur-Sojasun              | PCT  | Time       | Manager: Stéphane Heulot Dir. sportivi: Nicolas Guillé, Lylian Lebreton                                         |
| 2011 | SAU    | Saur-Sojasun              | PCT  | Time       | Manager: Stéphane Heulot Dir. sportivi: Nicolas Guillé, Lylian Lebreton, Gilles Pauchard                        |
| 2012 | SAU    | Saur-Sojasun              | PCT  | Time       | Manager: Stéphane Heulot Dir. sportivi: Nicolas Guillé, Lylian Lebreton, Gilles Pauchard, Jean-Baptiste Quiclet |
| 2013 | SOJ    | Sojasun                   | PCT  | BH bikes   | Manager: Stéphane Heulot Dir. sportivi: Nicolas Guillé, Lylian Lebreton, Gilles Pauchard, Jean-Baptiste Quiclet |

### Classifiche UCI
Fino al 1998, le squadre ciclistiche erano classificate dall'UCI in un'unica divisione. Nel 1999 la classifica a squadre venne divisa in prima, seconda e terza categoria (GSI, GSII e GSIII), mentre i corridori rimasero in classifica unica. Nel 2005 fu introdotto l'UCI ProTour e, parallelamente, i Circuiti continentali UCI; dal 2009 le gare del circuito ProTour sono state integrate nel Calendario mondiale UCI, poi divenuto UCI World Tour.
| Anno | Class.     | Pos. | Migliore cl. individuale |
| ---- | ---------- | ---- | ------------------------ |
| 2009 | Europe T.  | 8º   | Jimmy Casper (3º)        |
| 2010 | Europe T.  | 2º   | Jérôme Coppel (14º)      |
| 2010 | World Cal. | 27º  | Jérôme Coppel (78º)      |
| 2011 | Europe T.  | 4º   | Julien Simon (27º)       |
| 2012 | Europe T.  | 1º   | Julien Simon (6º)        |
| 2013 | Europe T.  | 9º   | Jonathan Hivert (8º)     |

## Palmarès
Aggiornato al 30 giugno 2013.

### Grandi Giri
- Giro d'Italia

Partecipazioni: 0
Vittorie di tappa: 0
Vittorie finali: 0
Altre classifiche: 0
- Tour de France

Partecipazioni: 3 (2011, 2012, 2013)
Vittorie di tappa: 0
Vittorie finali: 0
Altre classifiche: 0
- Vuelta a España

Partecipazioni: 0
Vittorie di tappa: 0
Vittorie finali: 0
Altre classifiche: 0